# Atacs israelians contra l'Iran de juny de 2025
L'Operació Lleó Creixent va ser el nom en clau d'Israel per a una sèrie d'atacs a gran escala llançats per Israel contra objectius en diverses àrees de l'Iran la matinada del 13 de juny de 2025. Segons els mitjans israelians, l'objectiu dels atacs israelians va ser perjudicar les capacitats d'armes nuclears de l'Iran, incloses les instal·lacions i els comandants claus, i evitar així aquesta amenaça existencial percebuda per a la supervivència d'Israel. Els atacs, duts a terme per les Forces de Defensa d'Israel i el Mossad, van tenir com a objectiu instal·lacions nuclears, instal·lacions militars i zones residencials. L'atac israelià va ser el major atac contra l'Iran des de la guerra entre l'Iran i l'Iraq.
Es van reportar explosions a tot Teheran, fins i tot prop de bases militars i en barris on viuen alts comandants. Testimonis presencials van descriure flames massives i explosions repetides.  Es van reportar explosions a Natanz, a la província iraniana d'Esfahan, una de les instal·lacions nuclears més crítiques del país. Els llocs nuclears de Khondab i Khorramabad també van ser atacats. El comandant de la Guàrdia Revolucionària de l'Iran, Hossein Salami, va morir als bombardejos. Les FDI també van afirmar que el Cap de l'Estat Major de les Forces Armades iranianes, el general Mohammad Bagheri, havia mort. Els científics nuclears Fereydoon Abbasi i Mohammad Mehdi Tehranchi també van ser assassinats, segons els mitjans estatals iranians.
En els mesos anteriors a l'atac, l'Iran i els Estats Units havien estat fent negociacions per establir un nou acord nuclear, després que l'expresident Donald Trump retirés el seu país del Pla d'Acció Integral Conjunt durant el seu primer mandat. L'Iran està enriquint urani a nivells de fins a un 60% de puresa, molt a prop del llindar necessari per fabricar armes nuclears, i n'ha accelerat significativament els avenços mitjançant la incorporació de centrifugadores més sofisticades. Segons els analistes, aquestes activitats superen àmpliament qualsevol justificació amb fins civils. Un dia abans de l'atac, l'Organisme Internacional d'Energia Atòmica (OIEA) va determinar que l'Iran no complia les obligacions nuclears per primera vegada en 20 anys. Iran va respondre inaugurant un nou lloc d'enriquiment i instal·lant centrifugadores avançades, i llançant drons, i míssils en territori israelià, fonamentalment Tel Aviv i Jerusalem.
Aquell mateix dia Iran va llançar una sèrie d'atacs de represàlia contra Israel.

## Antecedents
Des de la creació d'Israel fins a la Revolució Islàmica del 1979, l'Iran i Israel van gaudir de relacions amistoses. El govern del Sha va ser un dels primers al món musulmà a establir llaços diplomàtics amb Israel. Durant aquest temps, Israel va recolzar l'Iran en els seus processos de modernització i enfortiment econòmic. Tots dos països van mantenir una estreta cooperació en àrees diplomàtiques, comercials i de defensa, amb intercanvi d'ambaixadors i nombrosos projectes conjunts, com ara oleoductes, desenvolupament agrícola, innovació mèdica i grans obres d'infraestructura.
La Revolució Islàmica del 1979 va representar un canvi radical en la història de l'Iran. Des d'aleshores, l'eliminació d'Israel com a estat jueu s'ha consolidat com un eix fonamental de la política regional iraniana. El líder suprem, aiatol·là Ali Khamenei, ha descrit Israel com un «tumor cancerós» i una nació «destinada al fracàs i la desaparició», i el 2014 va presentar un pla de nou punts per eliminar-lo. El 2015, va afirmar que «Israel no existirà en 25 anys». Iran ha invertit fortament en agents, molts d'ells designats com a organitzacions terroristes per Occident, com a part del seu més ampli « Eix de Resistència ».  El Cos de la Guàrdia Revolucionària Islàmica (CGRI) va exercir un paper central en la fundació i l'armament d'Hesbol·là al Líban,  mentre que Iran també va finançar, va armar i va entrenar a grups palestins com Hamàs i la Jihad Islàmica Palestina.  Khamenei va reiterar la seva postura després dels atacs de Hamàs del 7 d'octubre contra Israel, declarant el 2024 que els atacs terroristes havien posat Israel «en el camí que només acabarà en la seva destrucció». Israel considera Iran com el seu enemic més significatiu, creient que una vegada que Iran obtingui armes nuclears, ells serien destruït; per tant, Israel va suggerir diverses vegades que duria a terme atacs aeris contra el programa de desenvolupament nuclear de l'Iran si aquest programa persa arribés a la cúspide de l'èxit.
En els darrers anys, l'Iran ha accelerat el seu programa nuclear, que Israel considera una amenaça existencial atesos els reiterats anomenats de l'Iran a la destrucció d'Israel; aquest objectiu se cita sovint com un dels diversos objectius estratègics darrere de les ambicions nuclears de l'Iran. Altres preocupacions inclouen la proliferació nuclear, el terrorisme nuclear i el creixent suport al terrorisme i la insurgència. Actualment, l'Iran està enriquint urani fins a assolir un grau de puresa del 60% (prop del grau necessari per a la fabricació d'armes) i ha estat accelerant els avenços nuclears mitjançant la instal·lació de centrifugadores més avançades. Els analistes adverteixen que aquestes activitats excedeixen amb escreix qualsevol propòsit civil plausible.  El maig del 2024, The Economist va reportar que l'Institut per a la Ciència i la Seguretat Internacional, un centre d'estudis nord-americà, va estimar que l'Iran podria produir prou urani de qualitat militar en només una setmana i acumular prou material per a set armes en el termini d'un mes. A més, l'Iran ha desenvolupat tecnologia de míssils de llarg abast, alguns basats en dissenys nord-coreans. Els avenços més recents suggereixen que el país estaria en capacitat de fabricar míssils amb capacitat nuclear i un abast de fins a 3000 quilòmetres, cosa que els permetria arribar al cor d'Europa.  L'Iran va respondre inaugurant un nou lloc d'enriquiment i instal·lant centrifugadores avançades.
Iran ha sostingut durant molt de temps que el seu programa nuclear està destinat a finalitats energètiques pacífiques. Tot i això, durant les dècades de 1980 i 1990, va dur a terme un programa encobert d'armes nuclears ― projecte Amad ―, destinat a produir cinc bombes nuclears ; Segons la intel·ligència nord-americana, el programa d'armes va ser suspès el 2003., l'Iran va acordar el Pla d'Acció Integral Conjunt amb el Consell de Seguretat de les Nacions Unides i Alemanya per gestionar el desenvolupament nuclear de l'Iran a un nivell limitat. Sota l'acord, l'Iran va acordar reduir el programa nuclear i enviar la major seu urani enriquit a canvi d'alleujament de les sancions. El desembre del 2015, l'Iran hauria retirat tot l'urani enriquit al 20 % i ho va enviar a Rússia; també va limitar l'enriquiment al 3,67 Les instal·lacions estaven subjectes a la vigilància OIEA. Segons es va informar, l'Iran va continuar complint els requisits del JCPOA 2016 l'OIEA va certificar que la nació persa havia respectat tots els seus compromisos en virtut de l'acord fins ara. El president dels Estats Units, Donald Trump, es va retirar unilateralment del JCPOA i va restablir les sancions, argumentant que l'acord va ignorar el programa de míssils de l'Iran i l'activitat regional de poder. Després assassinat de Qasem Soleimani amb drones per part dels Estats Units el 2020, l'Iran va anunciar que ja no acataria les limitacions d'enriquiment sota el JCPOA. Iran va continuar enriquint urani a 60 % de puresa (prop de la qualitat de les armes), i va continuar accelerant els seus avenços nuclears amb la instal·lació de més centrifugadores avançades. Els analistes adverteixen que aquestes activitats escreix qualsevol propòsit civil plausible. Al juny de 2025, l'Organisme Internacional d'Energia Atòmica (OIEA) va determinar que Iran no complia les seves obligacions primera vegada en 20 anys.

### Preludi
Els Estats Units i l'Iran han dut a terme negociacions bilaterals des de l'abril del 2025 amb el propòsit de limitar el programa iranià d'alleujament de sancions. Tot i això, els líders iranians s'han mostrat reticents a suspendre l'enriquiment d'urani.  El 17 de maig, Khamenei va condemnar Trump, afirmant que va mentir sobre el seu desig de pau i que no mereixia cap resposta, qualificant les exigències nord-americanes d'«absurdes i escandaloses». Khamenei també va reiterar que Israel és un «tumor cancerós» que ha de ser erradicat. El 10 de juny, Trump va declarar que l'Iran s'estava tornant «molt més agressiu» a les negociacions.

## Atacs

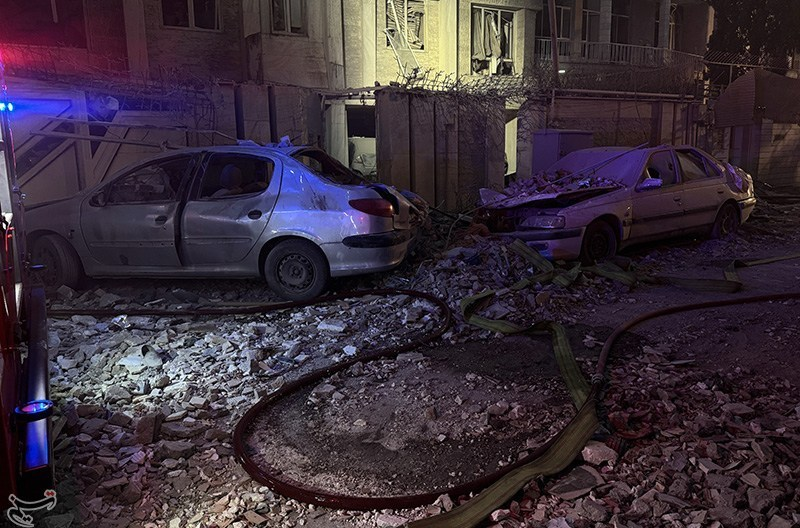
Danys pel bombardeig a l'Iran.

La matinada del 13 de juny del 2025, les Forces de Defensa d'Israel (FDI) van llançar un atac a gran escala contra les instal·lacions nuclears i la infraestructura militar de l'Iran. Per a les 06:30, hora local a Israel, la Força Aèria israeliana ja havia executat cinc onades de bombardejos. Segons els reportis, l'operació es va concentrar en desenes d'objectius, entre els quals hi ha instal·lacions vinculades al programa nuclear iranià, així com bases i comandants militars d'alta importància. El Mossad també va dur a terme un conjunt coordinat de missions secretes de sabotatge dirigides contra els sistemes de defensa aèria i la infraestructura de míssils de l'Iran. Israel va declarar que havia atacat objectius que Teheran no havia previst.
Al voltant de les 03:00 hora local, el ministre de Defensa israelià, Israel Katz, va declarar l'estat d'emergència a tot el país, advertint d'una imminent represàlia amb míssils i drones. S'han activat sirenes d'advertència a tot Israel en previsió d'un possible contraatac iranià, encara que al moment de redactar-se aquest informe l'Iran no havia llançat cap míssil balístic. Katz va descriure a més l'atac d'Israel contra l'Iran com un “atac preventiu”. Segons les Forces de Defensa d'Israel, l'acció va ser motivada per informació d'intel·ligència que indicava que l'Iran havia acumulat prou urani enriquit per produir fins a 15 armes nuclears en qüestió de dies. El primer ministre israelià, Benjamí Netanyahu, va dir que Israel va atacar perquè «si no se'l deté, l'Iran podria produir una arma nuclear en molt poc temps. Podria ser un any. Podria ser en uns quants mesos, menys d'un any». Per tant, Netanyahu va anunciar el llançament de l'Operació "Lleó Ascendent", una campanya militar dirigida a la principal instal·lació d'enriquiment d'urani de l'Iran a Natanz, els seus científics nuclears i parts del seu programa de míssils balístics, declarant que l'operació continuaria "durant tants dies com calgui". Netanyahu va descriure els esforços nuclears de l'Iran com «un perill clar i present per a la mateixa supervivència d'Israel», i va emfatitzar que en actuar, «també defensem els nostres veïns àrabs» de l'agressió iraniana. A les 04:35, hora d'Israel, Iran no havia respost, fins a les 21:15 que es van registrar atacs amb míssils a Tel Aviv. Netanyahu va convocar el gabinet de seguretat a mesura que es desenvolupava la situació.
Es van reportar explosions a tot Teheran, fins i tot prop de bases militars i en barris on viuen alts comandants. Testimonis presencials van descriure flames massives i explosions repetides. L'agència de notícies Fars, vinculada al CGRI, informa que diverses cases van ser atacades a Xahrak-e Mahallati, un barri a l'est de Teheran on resideixen oficials militars iranians d'alt rang i les seves famílies. L'atac va incendiar la seu del Cos de la Guàrdia Revolucionària de l'Iran a Teheran.
Es van reportar explosions a Natanz, a la província d'Esfahan, on es troba una de les instal·lacions nuclears més crítiques del país. La televisió estatal iraniana va confirmar «fortes explosions» prop del lloc, que alberga dues plantes d'enriquiment: la gran planta d'enriquiment de combustible (FEP) subterrània i la planta pilot d'enriquiment de combustible (PFEP) sobre el terra. Els llocs nuclears de Khondab i Jorramabad també van ser atacats.
L'agència de notícies Tasnim va informar que les autoritats iranianes van suspendre els vols a l'Aeroport Internacional Imam Khomeini, encara que la instal·lació en si no es va veure afectada directament pels atacs.

## Reaccions

#### Iran
Les autoritats iranianes van establir un bloqueig informatiu total, un estat d'emergència nacional i van tancar l'espai aeri. El portaveu de les Forces Armades iranianes, Abolfazl Shekarchi, va prometre prendre represàlies contra Israel i Estats Units. El líder suprem, Ali Khamenei, va emetre un comunicat després dels atacs, qualificant-los de «crim» i advertint que «el règim sionista es preparava per a un destí amarg i dolorós».
Es van suspendre els vols de tornada per als pelegrins procedents d'Aràbia Saudita.
Iran va respondre inaugurant un nou lloc d'enriquiment i instal·lant centrifugadores avançades, i llançant míssils en territori israelià, fonamentalment Tel Aviv i Jerusalem. L'Iran va confirmar la nit del dia 13 de juny del 2025, hora local, que havia llançat centenars de diversos míssils balístics cap a Israel, i va qualificar com «el començament de la seva resposta aclaparadora». Fa uns moments, amb el llançament de centenars de diversos míssils balístics cap als territoris ocupats, ha començat l'operació de resposta decisiva a l'atac salvatge del règim sionista. Els equips de CNN a Tel Aviv i Jerusalem van poder escoltar grans explosions, i un vídeo des de Tel Aviv va mostrar coets entrants i fum elevant-se entre els gratacels de la ciutat. Municions iranianes han caigut en almenys una comunitat dins de Tel Aviv. Hi va haver desenes de civils israelians ferits.

#### Israel
Netanyahu va agrair a Trump pel seu suport. Va afegir que els atacs continuarien durant «els dies que fossin necessaris per eliminar aquesta amenaça». El cap de l'Estat Major israelià, Eyal Zamir, va declarar en un discurs televisat que l'Exèrcit israelià està «mobilitzant desenes de milers de soldats i preparant-se a totes les fronteres», i va advertir que «qualsevol que intenti desafiar-nos pagarà un preu alt» i que la situació «era irreversible».